# Сен-П'єр (Валле-д'Аоста)
Сен-П'єр (фр. Saint-Pierre) — муніципалітет в Італії, у регіоні Валле-д'Аоста.
Сен-П'єр розташований на відстані близько 600 км на північний захід від Рима, 8 км на захід від Аости.
Населення — 3184 особи (2014).
Щорічний фестиваль відбувається 29 червня. Покровитель — Петро (апостол).

## Демографія
Населення за роками:

Станом на 1 січня 2023 року в муніципалітеті офіційно проживав 281 іноземець з 27 країн, серед них 124 громадяни країн Євросоюзу та 10 громадян України.

## Сусідні муніципалітети
- Авіз
- Емавіль
- Жиньо
- Сен-Нікола
- Сен-Ремі-ан-Босс
- Сарр
- Вільнев